# إدوين موسيس
إدوين كورلي موسيس (بالإنجليزية: Edwin Corley Moses) (ولد في 31 أغسطس 1955) هو رياضي أمريكي سابق في ألعاب القوى حاصل على الميدالية الذهبية في سباق 400 م حواجز في 1976 و1984. وفيما بين سنة 1977 و1987، فاز موسيس بالنهائيات 107 مرة متتالية (122 سباقًا على التوالي) وسجّل رقمًا قياسيًا عالميًا في تاريخه أربع مرّات. وإضافة إلى العدو، كان موسيس أيضًا مصلحًا مبدعًا في مجال التأهل للألعاب الأوليمبية وفحوص المخدرات. وفي سنة 2000، انتخب ليكون أول رئيس لـ جائزة لوريوس العالمية، وهي منظمة خدمية عالمية للرياضيين على المستوى العالمي.

## 122 فوزًا متتابعًا
ولد موسيس في دايتون، أوهايو. وبعد قبوله منحة دراسية في كلية مورهاوس (Morehouse College) في أتلانتا، جورجيا، تخصص في الفيزياء والهندسة الصناعية، وحينها كان يشترك في فريق السباق المدرسي. ولم تكن تمتلك كلية مورهاوس مضمارًا خاصًا بها، لذا كان يتدرب في مدارس ثانوية عامة قريبة. وفي بادئ الأمر، كان موسيس ينافس في الأغلب على 120 ياردة حواجز و440 ياردة جري سريع. وقبل مارس سنة 1976، خاض سباق 400 متر حواجز فقط، ولكن بمجرد تركيزه على الأمر استطاع تحقيق نجاحات هائلة. وكان يعتمد في أسلوب اللعب على اتخاذ 13 خطوة بين كل عقبة، منطلقًا في النصف الثاني من السباق في حين يغيّر منافسوه من نمط توسيع الخطى. وفي هذا الصيف، تأهل للفريق الأمريكي في الألعاب الأوليمبية الصيفية 1976 في مونتريال. وفي أول محفل دولي لموسيس فاز بالميدالية الذهبية وسجل رقمًا قياسيًا بواقع 47.63 ثانية.
وبعد تخطي رقمه القياسي في العام التالي، خسر موسيس أمام هارلارد شميد (Harald Schmid) من ألمانيا الغربية في 26 أغسطس 1977 في برلين، وكانت هذه هي الهزيمة الرابعة في سباق 400 متر حواجز. وبدءًا من الأسبوع التالي، حينما سبق شميد بخمسة عشر مترًا في دوسلدورف (Düsseldorf)، لم يخسر موسيس أي سباق آخر طوال تسع سنوات وتسعة أشهر وتسعة أيام.
وقبل أن يتغلب الأمريكي داني هاريس (Danny Harris) على موسيس في مدريد في 4 يونيو 1987، كان موسيس قد فاز في 122 سباقًا على التوالي، وسجل الرقم القياسي مرتين أخريين، وفاز ببطولة كأس العالم ثلاث مرات، وذهبية بطولة العالم، وفاز بالذهبية الأوليمبية الثانية في لوس أنجلوس (Los Angeles)، وهناك اختير لأداء القسم الأوليمبي. وبعد خسارته أمام هاريس، فاز 10 مرّات أخرى تباعًا، وحصل على الذهبية العالمية الثانية في روما في أغسطس من نفس العام، ثم اختتم بالذهبية الثالثة في آخر سباق 400 متر في مشواره الرياضي في الأوليمبيات الصيفية 1988 في سول. وفي 1 أبريل 2012، كان لا يزال له 25 مرة من 100 أفضل أرقام في سباق 400 متر حواجز.">http://www.iaaf.org/statistics/toplists/inout=o/age=n/season=0/sex=M/all=y/legal=A/disc=400H/detail.html</ref></a>

## الإصلاحات في مجال التأهل
في سنة 1979، حصل على إذن غياب من عمله في جنرال دينامكس (General Dynamics) ليفرّغ نفسه للجري كامل وقته. وفي العامين التاليين، كان له دور في إصلاح قوانين التأهل للألعاب الدولية والأوليمبية. وبإلحاح منه، وضع برنامج صندوق ائتمان الرياضيين ليتاح للرياضيين الاستفادة من المعاشات المصروفة من الحكومة أو القطاع الخاص والتسديدات المباشرة وأموال التصديق التجاري دون المغامرة بالأهلية الأوليمبية. وضع موسيس الخطة أمام خوان أنطونيو سامارانش (Juan Antonio Samaranch) - رئيس اللجنة الأوليمبية الدولية - ووجدت الفكرة من يتبناها في سنة1981. وهذا الصندوق وراء بقاء إعاشة كثير من الرياضيين الأولمبيين وهو الأساس في برامج المعاشات والدعم المشترك، مثل: برامج العون المباشر للرياضيين التابع لـ اللجنة الأوليمبية الأمريكية (United States Olympic Committee).

## الجوائز
رغم المقاطعة الأوليمبية التي منعت موسيس من المشاركة في موسكو، كان مدار الحديث في أخبار ألعاب القوى سنة 1980. وبعد عام من هذا التاريخ، أصبح أول حاصل على جائزة جيسي أونز (Jesse Owens Award) لـ ألعاب القوى لأدائه الرائع في ألعاب القوى سنة 1981. وحصل على جائزة جيمس سوليفان (James E. Sullivan Award) التابع لـ اتحاد الرياضيين الهواة (Amateur Athletic Union) كأبرز الرياضيين الهواة سنة 1983. ولقب في عالم الرياضة الفسيح في إيه بي سي بأنه الرياضي المثالي لعام 1984. وشارك موسيس أيضًا في الرياضي المثال للعام في مجلة الرياضة المصورة (Sports Illustrated) مع الأمريكي لاعب الجمباز ماري لو ريتون (Mary Lou Retton) في سنة 1984، وهو نفس العام الذي أدى فيه القسم الرياضي في الألعاب الأولمبية الصيفية 1984. وفي سنة 1984 وفي ميامي مسقط رأسه أعيدت تسمية وست آند صن رايز أفنيو (West and Sunrise Avenue) في ميامي بوليفارد إلى «إدوين موسيس بوليفارد» (Edwin C. Moses Boulevard). وفي سنة 1999، كان موسيس في المرتبة#47 في أعظم الرياضيين الخمسين في القرن التي أجرته إي إس بي إن.

## فحوص المخدرات
وبصفته مديرًا رياضيًا، شارك موسيس في تطوير عدد من سياسات مكافحة المخدرات وساعد مجتمع ألعاب القوى في تطوير فحوص المخدرات وهي واحدة من الأنظمة الرياضية التي تعاني من تعسف مفرط. وفي ديسمبر عام 1988 وضع وصمم وأنشأ أول برنامج فحوص مخدرات لرياضة الهواة يخرج المخالفين من المنافسة.

## إنجازات أخرى
وبعد اعتزاله، سُجل سنة 1990 في كأس العالم لسباق الزلاقة في ويتن بيرجر في ألمانيا. وفاز هو والأوليمبي الأمريكي الكبير بريان شيمر (Brian Shimer) بالميدالية البرونزية الثنائية.
وفي سنة 1994 نال موسيس الماجيستير في إدارة الأعمال من جامعة بيبرديني (Pepperdine University) وضُم إلى قاعة المشاهير الوطنية لألعاب القوى.
ومنذ انتخابه عام 2000، كان موسيس رئيسًا لـ أكاديمية لوريس العالمية للرياضة، ]</a> والتي تطالب «بتعزيز وزيادة المشاركة في الرياضة على كل المستويات، وتعزيز استخدام الرياضة كوسيلة للتغير الاجتماعي حول العالم.»[<a href="http://laureus.com]">http // laureus.com]] ويعمل عشرات من الرياضيين الأوليمبيين وأبطال العالم من خلال مؤسسة لوريس العالمية للرياضة على مساعدة الشباب المحرومين حول العالم.
وفي سنة 2008، قدم موسيس جائزة دايتون الأدبية للسلام على الإنجازات العمرية لـ مارتن لوثر كينج الابن والمؤرخ تايلر برانش (Taylor Branch).
وفي مايو سنة 2009، منحت جامعة ماستاشوستس ببوسطن موسيس الدكتوراه الفخرية على إنجازاته للحفاظ على نزاهة الألعاب الأوليمبية ولاستخدامه للرياضة كوسيلة للتغيير الإيجابي في المجتمع.

## الحياة الشخصية
لموسيس ابن واحد - وهو جوليان (Julian) - ولد في 29 أغسطس 1995 في جنوب كاليفورنيا.

## وصلات خارجية
- إدوين موسيس على موقع الاتحاد الدولي لألعاب القوى (الإنجليزية)
- إدوين موسيس على موقع الاتحاد الأمريكي لسباقات المضمار والميدان، قاعة المشاهير (الإنجليزية)
- إدوين موسيس على موقع اللجنة الأولمبية الدولية (الإنجليزية)
- إدوين موسيس على موقع أوليمبيديا (الإنجليزية)
- إدوين موسيس على موقع قاعة جورجيا للمشاهير الرياضية (مؤرشف) (الإنجليزية)
- [<a href="https://web.archive.org/web/20110208001153/http://edwinmoses.com/">httphttps://web.archive.org/web/20110208001153/http://edwinmoses.com/</a> The Official Edwin Moses Website]
- [<a href="http://www.gshf.org">http://www.gshf.org</a> Georgia Sports Hall of Fame]

| الجوائز و الإنجازات | الجوائز و الإنجازات                           | الجوائز و الإنجازات |
| ------------------- | --------------------------------------------- | ------------------- |
| سبقه سيباستيان كو   | Men's Track & Field Athlete of the Year ‏ 1980 | تبعه سيباستيان كو   |
| مناصب رياضية        |                                               |                     |
| سبقه Jim Bolding    | 400 متر حواجز 1976 — 1981                     | تبعه هارالد شميد    |
| سبقه هارالد شميد    | 400 متر حواجز 1983 — 1984                     | تبعه داني هاريس     |
| سبقه داني هاريس     | 400 متر حواجز 1986 — 1987                     | تبعه أندريه فيليبس  |